# Cajsa Ekstav
Cajsa Johanna Ekstav, född 12 december 1967 i Vendels församling, Uppsala län, är en svensk riksspelman (nyckelharpa). Hon är medlem i bandet Systerpolskan.

## Diskografi
- 2015 – Länge om länge. Tillsammans med Ditte Andersson.[4]

### Medverkar
- 1993 – Urpolska och fågelvals med Trollrike spelmän.[5]

- 1993 – ...kattguld, stjärnor och havsdjup... med Wennman.[6]

- 2008 – World Of Warcraft: Wrath Of The Lich King Soundtrack från World Of Warcraft.[7]

- 2009 – World Of Warcraft: Mosaic Soundtrack från World Of Warcraft.[8]

- 2011 – O klang och jubeltid med Benny Anderssons orkester.[9]

- 2011 – Opera di Fiori med Malena Ernman.[10]

## Utmärkelser
- 1990 – Zornmärket i silver på nyckelharpa med kommentaren "För klangskönt och traditionsrikt spel på nyckelharpa".[11]